# ディエゴ・ファルチネッリ
ディエゴ・ファルチネッリ（Diego Falcinelli、1991年6月26日 - ）はイタリアのサッカー選手。ポジションはFW。ボローニャFC所属。

## 経歴
2009年7月2日、USサッスオーロ・カルチョに移籍した。その後一時退団するが、2011年6月にサッスオーロと再度3年契約を結んだ。
2016年8月31日、FCクロトーネに期限付き移籍した。2017年8月25日には親クラブのサッスオーロと5年間契約を延長した。2018年1月、クマ・エルハジ・ババカルとトレードする形でACFフィオレンティーナに期限付き移籍した。12試合に出場するも無得点に終わり、そのまま期間を満了した。